# Torsten Krentz
Torsten Krentz (* 19. Mai 1966 in Demmin) ist ein ehemaliger deutscher Kanute. Er nahm 1988 für die Deutsche Demokratische Republik an den Olympischen Spielen teil und startete zu seiner aktiven Zeit für den SC Neubrandenburg.

## Leben
Vom Nationalen Olympischen Komitee der DDR wurde er für die Olympischen Sommerspiele 1988 in Seoul nominiert und startete gemeinsam mit Guido Behling vom SC Magdeburg im Zweier-Kajak über 1.000 Meter. Sie qualifizierten sich für den Finallauf und verpassten dort mit einem fünften Platz eine Medaille.
Bei den Weltmeisterschaften 1989 im bulgarischen Plowdiw konnte er gemeinsam mit Guido Behling, Thomas Vaske und André Wohllebe hinter den Teams aus Ungarn und Polen die Bronzemedaille im Vierer-Kajak über 1.000 Meter gewinnen. Zudem startete er im Einer-Kajak über 1000 Meter und belegte dort hinter Zsolt Gyulay aus Ungarn und vor Karl Sundqvist aus Schweden den zweiten Platz.
Bei den Weltmeisterschaften 1990 startete er im Einer-Kajak über 10.000 Meter und gewann hinter Philippe Boccara aus Frankreich und Gregory Barton aus den Vereinigten Staaten die Bronzemedaille. Im Vierer-Kajak über 1.000 Meter gewann Krentz bei dieser Weltmeisterschaft – gemeinsam mit Kay Bluhm, Torsten Gutsche und André Wohllebe – erneut Bronze.
Unter dem Decknamen „Torsten Stark“ arbeitete er als inoffizieller Mitarbeiter der DDR-Staatssicherheit.